# Туапсинский район
Туапси́нский райо́н — административно-территориальная единица и муниципальное образование (муниципальный район) в составе Краснодарского края России.
Административный центр — город Туапсе.

## География
Туапсинский район расположен на юге Краснодарского края, в центральной части Черноморского побережья Кавказа — курортной зоны России. Рельеф холмисто-гористый, горы подступают вплотную к береговой линии Чёрного моря.
Граничит с муниципальными образованиями: город-курорт Геленджик на северо-западе, с Северским районом и городом-курортом Горячий Ключ на севере, с Апшеронским районом на востоке и с городом-курортом Сочи на юге. На западе район омывается водами Чёрного моря.
Протяжённость района вдоль Черноморского побережья с севера на юг составляет — 95 км, с запада на восток — 45 км. Площадь территории района составляет 2399 км², из которых 87% занято реликтовыми лесами.
Абсолютные высоты Главного Кавказского хребта в пределах района с северо-запада на юго-восток возрастают с 700 м до 1634 м над уровнем моря. При этом перевалы северо-западнее горы Индюк не превышают 518 м, а два из них, по которым проложены магистральные автодороги, имеют отметки в 355 и 336 м над уровнем моря. Юго-восточнее горы Индюк перевалы расположены на высотах от 900 до 1255 м и популярны для пеших туристических походов.
Гидрографическая сеть представлена большим количеством рек стекающих с южного склона Главного Кавказского хребта в Чёрное море. Тремя наиболее крупными реками Туапсинского района являются — Шапсухо (41 км), Туапсе (43 км) и Нечепсухо (29 км). Из других рек, имеющих свои речные бассейны значимыми являются — Бжид, Джубга, Секуа, Пляхо, Ту, Небуг, Агой, Паук, Дедеркой, Шепси и ряд более мелких рек.  В верховьях рек расположены большое количество водопадов и порогов. Также имеются минеральные источники. Крупнейшим озером на территории района является — озеро Хыжи.

## Климат
Климат на прибрежной территории района является переходным от полусухого средиземноморского на крайнем северо-западе к влажному субтропическому на крайнем юго-востоке. В целом на побережье до высот около 200—350 м выше уровня моря он рассматривается как субтропический полувлажный, далее наблюдается высотная поясность. Умеренный климат гор имеет черты морского. В Туапсинском районе различают пять горных хребтов, поэтому каждый населённый пункт имеет свой особый микроклимат, часто противоречащий широте: гораздо более северные посёлки, плотно окружённые горами и не имеющие крупных ущелий и перевалов, демонстрируют более благоприятные условия, чем более южный Туапсе, продуваемый зимой из невысокого (512 м) Шаумянского ущелья. Морозы, как правило, всегда слабее также и в таких более северных по отношению к Туапсе микрооазисах как Криница, Бетта, Прасковеевка, Новомихайловский, Агой и др. Среднегодовая температура воздуха составляет +13...+14 °С. Среднемесячная температура самых жарких месяцев июля и августа составляют +24...+25 °С, самых холодных месяцев января и февраля +4...+5 °С. Температура воды в море летом составляет около +24 °С. Среднегодовое количество осадков варьируется в пределах 1000—1400 мм. В отличие от Геленджика и Анапы, осадки распределяются равномерно между тёплым (апрель—октябрь) и прохладным (ноябрь—март) сезонами. На участке Джубга—Бжид зимой часто наблюдаются различные гололедные явления.

## История
Туапсинский район был образован 26 января 1920 года в составе Черноморского округа Кубано-Черноморской области. Первоначально район включал в себя город Туапсе и 3 волости: Вельяминовская, Джубгская и Лазаревская.
- Со 2 июня 1924 года район находился в составе Юго-Восточной области.
- В сентябре 1924 года из состава района, на территории населенной преимущественно адыгами (шапсугами), был выделен Шапсугский национальный район с центром в городе Туапсе.
- С 16 ноября 1924 года район в составе Северо-Кавказского края, с 10 января 1934 года — в составе Азово-Черноморского края.
- С 21 мая 1935 года по 16 апреля 1940 года Туапсинский район был упразднен, а его территория была разделена между Геленджикским (Дефановский, Джубгинский, Молдаванский, Тенгинский сельтсоветы) и Шапсугским (Макопсинский сельсовет) районами.
- 22 августа 1953 года в состав Туапсинского района вошла часть упразднённого Армянского района.
- 1 февраля 1963 года был образован Туапсинский сельский район[7].
- 11 февраля 1963 года в состав района вошла большая часть территории упразднённого Геленджикского района.
- 30 декабря 1964 года территории бывшего Геленджикского района переданы в административное подчинение города Геленджик.
- В 1993 году была прекращена деятельность сельских Советов, а территории сельских администраций преобразованы в сельские округа.
- В 2005 году в муниципальном районе были образованы 2 городских и 7 сельских поселений.
- 1 января 2008 года город Туапсе в качестве городского поселения был включён в муниципальный район (после референдума, проведённого 2 декабря 2007 года[8]).
- 3 августа 2025 года, на пляж посёлка Агой, в результате жары +41 °C, обрушился небольшой смерч. Порушив пляж, испарился. В Лермонтово (Краснодарский край), бурные потоки реки Шапсухо разрушили небольшой мост.

## Население
| 1959     | 1970     | 1979     | 1989     | 2002     | 2006     | 2010     | 2011     | 2012     |
| -------- | -------- | -------- | -------- | -------- | -------- | -------- | -------- | -------- |
| 25 859   | ↗38 539  | ↗47 625  | ↗59 809  | ↗61 257  | ↗61 478  | ↗63 530  | ↗126 579 | ↗127 707 |
| 2013     | 2014     | 2015     | 2016     | 2017     | 2018     | 2019     | 2020     | 2021     |
| ↗128 008 | ↗129 066 | ↗130 140 | ↗130 173 | ↗130 272 | ↘129 712 | ↘129 105 | ↘127 717 | ↘126 022 |
| 2023     | 2025     |          |          |          |          |          |          |          |
| ↘124 719 | ↘124 195 |          |          |          |          |          |          |          |

### Урбанизация
В городских условиях (город Туапсе и пгт Джубга и Новомихайловский) проживают 62.2 % населения района.

### Национальный состав
По итогам переписи населения 2020 года проживали следующие национальности (национальности менее 0,1 % и другое см. в сноске к строке «Другие»):
| Национальность | Численность, чел. | Доля     |
| -------------- | ----------------- | -------- |
| Русские        | 103 027           | 81,75 %  |
| Армяне         | 13 762            | 10,92 %  |
| Адыгейцы       | 2829              | 2,24 %   |
| Украинцы       | 998               | 0,79 %   |
| Шапсуги        | 611               | 0,48 %   |
| Татары         | 518               | 0,41 %   |
| Черкесы        | 315               | 0,25 %   |
| Грузины        | 288               | 0,23 %   |
| Белорусы       | 197               | 0,16 %   |
| Греки          | 176               | 0,14 %   |
| Другие         | 3301              | 2,63 %   |
| Итого          | 126 022           | 100,00 % |

Половозрастной состав
По данным Всероссийской переписи населения 2010 года:
| Возраст     | Мужчины, чел. | Женщины, чел. | Общая численность, чел. | Доля от всего населения, % |
| ----------- | ------------- | ------------- | ----------------------- | -------------------------- |
| 0 — 14 лет  | 10 181        | 9 464         | 19 645                  | 15,49 %                    |
| 15 — 59 лет | 38 384        | 42 588        | 80 972                  | 63,85 %                    |
| от 60 лет   | 9 440         | 16 750        | 26 190                  | 20,65 %                    |
| не указано  | 9             | 6             | 15                      | 0,01 %                     |
| Всего       | 58 014        | 68 808        | 126 822                 | 100,0 %                    |

Мужчины — 58 014 чел. (45,7 %). Женщины — 68 808 чел. (54,3 %).
Средний возраст населения: 40,2 лет. Средний возраст мужчин: 37,6 лет. Средний возраст женщин: 42,5 лет.
Медианный возраст населения: 39,7 лет. Медианный возраст мужчин: 36,8 лет. Медианный возраст женщин: 42,7 лет.

## Административно-муниципальное устройство
В рамках административно-территориального устройства края, Туапсинский район включает 2 поселковых и 7 сельских округов, при этом Туапсе является городом краевого подчинения.
В рамках организации местного самоуправления в Туапсинский район входят 10 муниципальных образований нижнего уровня, в том числе 3 городских и 7 сельских поселений:
| №        | Муниципальное образование            | Админ. центр         | Количество населённых пунктов | Население (чел.) | Площадь (км²) |
| -------- | ------------------------------------ | -------------------- | ----------------------------- | ---------------- | ------------- |
| 1e-06    | Городские поселения                  |                      |                               |                  |               |
| 1        | Туапсинское городское поселение      | город Туапсе         | 1                             | ↘60 707          | 33,41         |
| 2        | Джубгское городское поселение        | пгт Джубга           | 6                             | ↘10 939          | 352,53        |
| 3        | Новомихайловское городское поселение | пгт Новомихайловский | 12                            | ↘15 025          | 345,35        |
| 3.000002 | Сельские поселения                   |                      |                               |                  |               |
| 4        | Вельяминовское сельское поселение    | село Цыпка           | 7                             | ↘3118            | 42,47         |
| 5        | Георгиевское сельское поселение      | село Георгиевское    | 7                             | ↘6040            | 293,60        |
| 6        | Небугское сельское поселение         | село Небуг           | 7                             | ↘12 043          | 242,41        |
| 7        | Октябрьское сельское поселение       | посёлок Октябрьский  | 7                             | ↘2413            | 452,13        |
| 8        | Тенгинское сельское поселение        | село Тенгинка        | 2                             | ↘3681            | 95,85         |
| 9        | Шаумянское сельское поселение        | село Шаумян          | 8                             | ↘3036            | 451,20        |
| 10       | Шепсинское сельское поселение        | село Шепси           | 8                             | ↘7717            | 90,45         |

## Населённые пункты
В Туапсинском районе 65 населённых пунктов, в том числе 3 городских (1 город и 2 посёлка городского типа) и 62 сельских:
| №  | Населённый пункт        | Тип     | Население | Муниципальное образование            |
| -- | ----------------------- | ------- | --------- | ------------------------------------ |
| 1  | Туапсе                  | город   | ↘60 089   | Туапсинское городское поселение      |
| 2  | Джубга                  | пгт     | ↘7024     | Джубгское городское поселение        |
| 3  | Новомихайловский        | пгт     | ↘10 134   | Новомихайловское городское поселение |
| 4  | Агой                    | село    | ↗3257     | Небугское сельское поселение         |
| 5  | Агуй-Шапсуг             | аул     | ↗1940     | Небугское сельское поселение         |
| 6  | Алтубинал               | хутор   | ↗26       | Октябрьское сельское поселение       |
| 7  | Анастасиевка            | село    | ↗316      | Георгиевское сельское поселение      |
| 8  | Афанасьевский Постик    | хутор   | ↘50       | Шаумянское сельское поселение        |
| 9  | базы отдыха «Ласточка»  | посёлок | ↘34       | Новомихайловское городское поселение |
| 10 | Бжид                    | село    | ↘571      | Джубгское городское поселение        |
| 11 | Большое Псеушхо         | аул     | ↗118      | Георгиевское сельское поселение      |
| 12 | Вольное                 | село    | ↗202      | Шепсинское сельское поселение        |
| 13 | Георгиевское            | село    | ↗1606     | Георгиевское сельское поселение      |
| 14 | Гойтх                   | село    | ↘450      | Октябрьское сельское поселение       |
| 15 | Горный                  | посёлок | ↗1036     | Шаумянское сельское поселение        |
| 16 | Горское                 | село    | ↗520      | Джубгское городское поселение        |
| 17 | Греческий               | хутор   | ↗226      | Вельяминовское сельское поселение    |
| 18 | Гунайка Первая          | село    | ↗13       | Октябрьское сельское поселение       |
| 19 | Гунайка Четвёртая       | село    | ↘169      | Октябрьское сельское поселение       |
| 20 | Дедеркой                | село    | ↗742      | Шепсинское сельское поселение        |
| 21 | Дефановка               | село    | ↘1871     | Джубгское городское поселение        |
| 22 | Дзеберкой               | село    | ↗306      | Шепсинское сельское поселение        |
| 23 | Дома Отдыха «Кубань»    | посёлок | ↘103      | Новомихайловское городское поселение |
| 24 | Заречье                 | село    | ↗168      | Вельяминовское сельское поселение    |
| 25 | Индюк                   | село    | ↗835      | Георгиевское сельское поселение      |
| 26 | Кирпичное               | село    | ↗1188     | Георгиевское сельское поселение      |
| 27 | Крайняя Щель            | хутор   | ↘8        | Шаумянское сельское поселение        |
| 28 | Красное                 | село    | ↗410      | Вельяминовское сельское поселение    |
| 29 | Кривенковское           | село    | ↘2605     | Георгиевское сельское поселение      |
| 30 | Кроянское               | село    | ↗1481     | Шепсинское сельское поселение        |
| 31 | Лермонтово              | хутор   | ↗1122     | Тенгинское сельское поселение        |
| 32 | Майский                 | посёлок | ↘89       | Небугское сельское поселение         |
| 33 | Малое Псеушхо           | аул     | ↘253      | Георгиевское сельское поселение      |
| 34 | Мессажай                | село    | ↗1437     | Вельяминовское сельское поселение    |
| 35 | Молдавановка            | село    | ↗692      | Джубгское городское поселение        |
| 36 | Навагинское             | село    | ↗317      | Шаумянское сельское поселение        |
| 37 | Небуг                   | село    | ↗3979     | Небугское сельское поселение         |
| 38 | Октябрьский             | посёлок | ↗1919     | Октябрьское сельское поселение       |
| 39 | Ольгинка                | село    | ↗2252     | Новомихайловское городское поселение |
| 40 | Островская Щель         | хутор   | ↘324      | Шаумянское сельское поселение        |
| 41 | пансионата «Весна»      | посёлок | ↘133      | Шепсинское сельское поселение        |
| 42 | пансионата «Гизельдере» | посёлок | ↘257      | Шепсинское сельское поселение        |
| 43 | пансионата «Небуг»      | посёлок | ↗130      | Небугское сельское поселение         |
| 44 | пансионата «Ольгинка»   | посёлок | ↘193      | Новомихайловское городское поселение |
| 45 | пансионата «Южный»      | посёлок | ↘539      | Шепсинское сельское поселение        |
| 46 | Папоротный              | хутор   | ↘74       | Октябрьское сельское поселение       |
| 47 | Пляхо                   | село    | ↗1198     | Новомихайловское городское поселение |
| 48 | Подхребтовое            | село    | ↗44       | Новомихайловское городское поселение |
| 49 | Полковничий             | хутор   | ↗58       | Джубгское городское поселение        |
| 50 | Пригородный             | посёлок | ↗819      | Вельяминовское сельское поселение    |
| 51 | Псебе                   | аул     | ↗416      | Новомихайловское городское поселение |
| 52 | Садовое                 | село    | ↗509      | Шаумянское сельское поселение        |
| 53 | санатория «Агрия»       | посёлок | ↘274      | Новомихайловское городское поселение |
| 54 | санатория «Черноморье»  | посёлок | ↘157      | Новомихайловское городское поселение |
| 55 | Сосновый                | посёлок | ↗611      | Небугское сельское поселение         |
| 56 | спортлагеря «Электрон»  | посёлок | ↘6        | Новомихайловское городское поселение |
| 57 | Тенгинка                | село    | ↗2260     | Тенгинское сельское поселение        |
| 58 | Терзиян                 | село    | ↘203      | Октябрьское сельское поселение       |
| 59 | турбазы «Приморская»    | посёлок | ↘123      | Новомихайловское городское поселение |
| 60 | Тюменский               | посёлок | ↘2338     | Небугское сельское поселение         |
| 61 | Холодный Родник         | посёлок | ↗92       | Вельяминовское сельское поселение    |
| 62 | Цыпка                   | село    | ↗750      | Вельяминовское сельское поселение    |
| 63 | Шаумян                  | село    | ↗1603     | Шаумянское сельское поселение        |
| 64 | Шепси                   | село    | ↘3123     | Шепсинское сельское поселение        |
| 65 | Шубинка                 | хутор   | ↗78       | Шаумянское сельское поселение        |

## Экономика
В соответствии с географическим горным местоположением, в Туапсинском районе развиты лесопромышленный и агропромышленный комплексы.
Лесопромышленный комплекс представлен лесхозами и лесоперерабатывающими предприятиями. Численность работающих в отрасли составляет около 1000 человек, примерно половина из них работает в лесхозах. Предприятия лесопромышленного комплекса района выпускают промышленную продукцию, товары народного потребления, оказывают услуги по лесопилению и обеспечению топливными дровами.
Коллективные сельскохозяйственные предприятия района — СХЗАО «Новомихайловское», ФГУП «Плодосовхоз Джубгский» и ОАО «Георгиевское» специализируются на выращивании фруктов и ореха-фундука. В хозяйствах имеется 1795 га сельхозугодий, из них многолетних насаждений 1267 га.

## Галерея
- Скала Киселёва
- Гора Два Брата
- Гора Индюк
- Мыс Кадош зимой
- Субальпийские луга Туапсинского района
- Каньон реки Бешенка
- Остатки древнего зихского города Никопсия
- Устье реки Шепси
- Порт Туапсе
- Посёлок Небуг